# Boris Sjachlin
Boris Anfijanovitj Sjachlin (ryska: Бори́с Анфия́нович Шахли́н), född 27 januari 1932 i Isjim, Sovjetunionen, död 30 maj 2008 i Kiev, Ukraina, var en sovjetisk gymnast.

## Biografi
Sjachlin började med gymnastik vid 12 års ålder och satte ett karriärrekord med 10 enskilda titlar i VM och vann även guldmedaljer vid tre på varandra följande olympiska spel. Hans totala sju guld-, fyra silver- och två bronsmedaljer inom OS placerade honom bland de mest framgångsrika vid sommarspelen 1960. Han höll rekordet med flest OS-medaljer bland manliga idrottare tills gymnasten Nikolaj Andrianov vann sin 14:e och 15:e medalj vid olympiska sommarspelen 1980. Sjachlin vann också 14 medaljer på VM.
Sjachlin pensionerade sig från tävlingar vid en ålder av 35 år efter att han lidit en hjärtattack. Han gick med i FIG:s tekniska kommitté 1968 och fortsatte att arbeta i utskottet fram till 1992. Under 1990-talet och 2000-talet arbetade han som lektor vid Kievs universitet.

## Hedersbetygelser
Sjachlin tilldelades Arbetets Röda Fanas orden 1956 och Leninorden 1960. Han utnämndes till hedersmedborgare både i sin födelsestad Isjim och i Kiev där han levde i många år. År 2002 blev han invald i International Gymnastics Hall of Fame.